# Elecciones municipales de 2019 en Ciempozuelos
Las elecciones municipales de 2019 se celebraron en Ciempozuelos el domingo 26 de mayo, de acuerdo con el Real Decreto de convocatoria de elecciones locales en España dispuesto el 1 de abril de 2019 y publicado en el Boletín Oficial del Estado el día 2 de abril. Se eligieron los 21 concejales del pleno del Ayuntamiento de Ciempozuelos, a través de un sistema proporcional (método d'Hondt), con listas cerradas y un umbral electoral del 5 %.

## Candidaturas
En abril de 2019 se publicaron 6 candidaturas, la anterior alcaldesa del pueblo, María Jesús Alonso Lazareno volvía a ser la cabeza de lista del grupo municipal Ahora Ciempozuelos, el Partido Socialista Obrero Español con Raquel Jimeno Pérez a la cabeza, el Partido Popular con Héctor Vicente Añover Díaz; la agrupación Ciudadanos por Ciempozuelos con Pedro Antonio Torrejón García a la cabeza, Ciudadanos con Francisco Javier Trompeta Ors a la cabeza y Vox con Juan Miguel García Rivero a la cabeza.

## Resultados
Tras las elecciones, el PSOE se proclamó ganador con 6 escaños, uno más que en la anterior legislatura, el PP se mantuvo con 4 escaños; Ahora Ciempozuelos resultó la gran vencida ya que de 7 escaños y la alcaldía pasó a solo 4 escaños y perdió la posibilidad de renovar el puesto; Ciudadanos consiguió entrar al hemiciclo con 2 escaños al igual que Vox.
| Candidatura     | Candidatura                              | Votos  | %                                       | Escaños                                 |
| --------------- | ---------------------------------------- | ------ | --------------------------------------- | --------------------------------------- |
|                 | Partido Socialista Obrero Español (PSOE) | 2.604  | 26,71                                   | 7                                       |
|                 | Ahora Ciempozuelos                       | 1.754  | 17,99                                   | 4                                       |
|                 | Partido Popular (PP)                     | 1.670  | 17,13                                   | 4                                       |
|                 | Ciudadanos por Ciempozuelos              | 1.566  | 16,06                                   | 3                                       |
|                 | Ciudadanos-Partido de la Ciudadanía      | 1.172  | 12,02                                   | 2                                       |
|                 | Vox                                      | 888    | 9,11                                    | 2                                       |
| Votos en blanco | Votos en blanco                          | 95     | 0,97                                    | n/a                                     |
| Votos válidos   | Votos válidos                            | 9.654  | 100,00                                  | 21                                      |
| Votos nulos     | Votos nulos                              | 75     | Participación: · \| \| 58.07 % \| 1,45% | Participación: · \| \| 58.07 % \| 1,45% |
| Votantes        | Votantes                                 | 9.824  | Participación: · \| \| 58.07 % \| 1,45% | Participación: · \| \| 58.07 % \| 1,45% |
| Electores       | Electores                                | 16.917 | Participación: · \| \| 58.07 % \| 1,45% | Participación: · \| \| 58.07 % \| 1,45% |
|                 | 58.07 %                                  |        |                                         |                                         |

## Concejales electos
| N.º | Nombre                             | Lista | Lista              |
| --- | ---------------------------------- | ----- | ------------------ |
| 1   | Raquel Jimeno Pérez                |       | PSOE               |
| 2   | María Jesús Alonso Lazareno        |       | Ahora Ciempozuelos |
| 3   | Héctor Vicente Añover Díaz         |       | PP                 |
| 4   | Pedro Antonio Torrejón García      |       | CPCI               |
| 5   | Sandra Pérez Crespo                |       | PSOE               |
| 6   | Francisco Javier Trompeta Ors      |       | Cs                 |
| 7   | Federico Sánchez Pérez             |       | Vox                |
| 8   | Gemma Fornell Parra                |       | Ahora Ciempozuelos |
| 9   | Luis Pueyo Valcárcel               |       | PSOE               |
| 10  | Juan Francisco Fernández Ugena     |       | PP                 |
| 11  | Juan Añover Díez                   |       | CPCI               |
| 12  | Rosa María del Pilar Revuelta Lema |       | PSOE               |
| 13  | Marta Encarnación Ávila Pera       |       | Cs                 |
| 14  | Juan Pedro García del Campo        |       | Ahora Ciempozuelos |
| 15  | María Elena García Martín          |       | PP                 |
| 16  | María Rosa Moro Díez               |       | CPCI               |
| 17  | Frank García Calzado               |       | PSOE               |
| 18  | María del Valle Martín Medina      |       | Vox                |
| 19  | Carlos Girbau Costa                |       | Ahora Ciempozuelos |
| 20  | Javier Antonio Morgado Izquierdo   |       | PSOE               |
| 21  | Rafael Marín Valenciano            |       | PP                 |